# Fabbricato
Un fabbricato è una qualsiasi costruzione coperta e isolata da vie e spazi vuoti, separata dalle altre costruzioni mediante i muri. I fabbricati si distinguono in rurali e urbani.
I fabbricati rurali sono quelli destinati alle esigenze produttive dell'attività agricola. Fino al 30 novembre 2012 i fabbricati di questo tipo erano censiti nel catasto terreni, mentre oggi nel catasto fabbricati.
I fabbricati urbani invece sono delle costruzioni che forniscono reddito proprio e sono iscritti al catasto dei fabbricati, e sono suddivisi in svariate categorie e classi a seconda dell'uso.

## Classificazione
Il catasto classifica i fabbricati secondo le categorie catastali, ma nell'estimo si preferisce fare una suddivisione diversa da quella catastale cioè dividere i fabbricati in:
- Fabbricati civili: sono quelli destinato ad abitazione, negozio, magazzino, autorimessa… cioè fabbricati da cui è possibile trarre la stima dal valore di mercato; rientrano nei fabbricati civili anche supermercati, banche, chiese, ospedali, stazioni che hanno un mercato più ristretto e sono di proprietà pubblica.
- Fabbricati industriali: sono quelli costruiti per svolgere un particolare compito e sono vincolati a quel particolare uso.
- Fabbricati rurali: sono quelli che servono alle necessità di un fondo rustico.

I fabbricati civili si possono distinguere in fabbricati residenziali cioè per l'uso di abitazione, i fabbricati non residenziali cioè quelli a uso non abitativo, essi sono sempre oggetto di compravendita o di locazione.
L'offerta dei fabbricati è essenzialmente rigida sia di fronte all'abbassamento sia all'innalzamento del prezzo, mentre la domanda è oggetto di oscillazioni rispetto al prezzo.

## Caratteristiche
Vi sono varie caratteristiche che agiscono sul valore dei fabbricati: quelle estrinseche, quelle intrinseche e quelle a situazione giuridica.

### Le caratteristiche estrinseche
- Il comune di appartenenza del fabbricato, cioè le città più grandi costituiscono maggior richiamo perché vi si concentrano tutte le offerte di lavoro;
- La fascia urbana di ubicazione del fabbricato, cioè sono diversi i prezzi tra centro storico, periferia, città.
- Il tono sociale della zona del fabbricato, cioè il ceto sociale medio della zona, le caratteristiche architettoniche dei fabbricati, la presenza di centri per la vita mondana;
- Amenità e salubrità del luogo, cioè la bellezza del paesaggio e le condizioni climatiche della zona;
- Accessibilità, cioè le modalità con cui si può raggiungere quella zona;
- Dotazione di strutture, cioè la presenza di asili, scuole, banche, attrezzature sportive.

### Le caratteristiche intrinseche
- Tipo edilizio (cioè se si tratta di ville, palazzi…)
- Prospicienza dell'edificio, cioè l'edificio è apprezzato in maniera diversa se la sua facciata si affaccia su di un bel panorama, su in parco:
- Epoca di costruzione, cioè si va a vedere lo stile architettonico, la distribuzione interna degli spazi;
- Dotazioni comuni: loro stato di conservazione ed efficienza, cioè il modo in cui sono conservate ed efficienti le parti dell'edificio come facciata, impianto, citofoni, scale;
- Categorie catastale, cioè se è un'abitazione signorile, economica…
- Livello del piano per esempio in un palazzo costa più l'ultimo piano che i piani inferiori;
- Grandezza ovvero gli appartamenti medio piccoli sono più richiesti che quelli enormi perché rispondono meglio alla necessità di una larga fascia di utenti;
- Distribuzione interna cioè va presa in considerazione l'ubicazione della zona giorno e della zona notte per esempio;
- Dotazione di balconi e terrazze che sono sicuramente valori che innalzano il valore di un edificio;
- Dotazioni interne cioè vanno valutate le condizioni di pavimenti, intonaco, impianti…
- Dotazioni esterne complementari per esempio i posti macchina;
- Prospicienza, orientamento e luminosità.

### Le situazioni giuridiche
- Conformità alle leggi urbanistiche e alle disposizioni edilizie;
- Situazione di debiti o crediti sul fabbricato può gravare per esempio un debito ipotecario;
- Servitù passive o attive cioè l'immobile può per esempio essere oggetto di usufrutto;
- Situazione fiscale cioè per esempio l'immobile potrebbe avere una momentanea esenzione fiscale e ciò andrebbe a gravare

positivamente sul reddito transitorio;
- Situazione locativa.

## Direttiva Case green
La Direttiva Case green impone che tutti i fabbricati di nuova costruzione debbano essere ad emissioni zero a partire dal 2030 per l'edilizia privata e dal 2028 per quella pubblica.